# 福尔纳赫
福尔纳赫是奥地利上奥地利州弗克拉布鲁克县的一个市镇。总面积18平方公里，总人口925人，人口密度51.4人/平方公里（2005年）。